# Rusia Viitorului
Rusia Viitorului (rusă: Россия Будущего, tr. Rossiya Budushchego), original cunoscut ca Alianța Populară (rusă: Наро́дный Алья́нс; Narodnyiy Alyans) și anterior s-a numit Partidul Progresului (rusă: Па́ртия Прогрéсса, romanized: Partiya Progressa), este un partid politic de opoziție din Rusia fondat la 15 decembrie 2012 de către membrul opoziției ruse Leonid Volkov și mai târziu refondat la 19 mai 2018 de către liderul opoziției Aleksei Navalnîi, care este de asemenea fondatorul organizației non-profit Fundația Anticorupție.
Începând din 2021, Ministerul Justiției din Rusia nu a înregistrat încă oficial partidul. Rusia Viitorului se opune președintelui rus Vladimir Putin și partidului de guvernământ Rusia Unită. Platforma partidului a susținut descentralizarea puterii în Rusia, reducerea numărului de oficiali guvernamentali, lustrarea celor responsabili de represiuni politice și reducerea puterilor președintelui, eventual trecerea la o republică parlamentară sub statul de drept și asigurarea independenței justiției. De asemenea a stipulat ”reducerea drastică” a intervenției guvernului în economie, încheierea cenzurii, interzicerea guvernului de a deține mijloace de informare în masă și abolirea recrutării. Planul de politică externă a cerut introducerea vizelor cu Asia Centrală, oprirea sprijinului pentru așa-numitele state necinstite și parteneriatul cu țările occidentale.
Potrivit aliatului lui Navalnîi Liubov Sobol, obiectivele partidului includ „schimbări reale, reforme adevărate”, incluzând protecția sporită a proprietății, un sistem de justiție mai cinstit și care să se bată cu corupția, „astfel încât banii de la buget să nu curgă în țărmuri și să nu fie cheltuiți pe iahturi și palate”. La sesiunea de înființare a partidului au participat 124 de delegați din 60 de regiuni ale Rusiei. Partidul are un comitet central format din șapte membri în loc de președinte.

## Alegerile pentru Primăria din Moscova
| Anul alegerilor | Candidat         | Primul tur              | Primul tur | Al doilea tur           | Al doilea tur     |
| Anul alegerilor | Candidat         | Numărul total de voturi | %          | Numărul total de voturi | % of overall vote |
| --------------- | ---------------- | ----------------------- | ---------- | ----------------------- | ----------------- |
| 2013            | Aleksei Navalnîi | 632,697                 | 27.24 (2)  |                         |                   |